# Breezy
Breezy is een Amerikaanse dramafilm uit 1973 onder regie van Clint Eastwood.

## Verhaal
Breezy is een idealistisch, jong meisje, dat door het land trekt met haar gitaar. In Hollywood maakt ze kennis met de gescheiden vastgoedmakelaar Frank Harmon. Met haar onbevangen charme kan ze zijn muur van cynisme slopen. Er ontstaat een liefdesaffaire tussen hen beiden.

## Rolverdeling
| Acteur              | Personage       |
| ------------------- | --------------- |
| William Holden      | Frank Harmon    |
| Kay Lenz            | Breezy          |
| Roger C. Carmel     | Bob Henderson   |
| Marj Dusay          | Betty Tobin     |
| Joan Hotchkis       | Paula Harmon    |
| Jamie Smith-Jackson | Marcy           |
| Norman Bartold      | Man in de auto  |
| Lynn Borden         | Liefje          |
| Shelley Morrison    | Nancy Henderson |
| Dennis Olivieri     | Bruno           |
| Eugene Peterson     | Charlie         |
| Lew Brown           | Politieagent    |
| Richard Bull        | Arts            |
| Johnnie Collins III | Norman          |
| Don Diamond         | Ober            |